# دیلان برون
دیلان برون (انگلیسی: Dylan Bronn؛ زادهٔ ۱۹ ژوئن ۱۹۹۵) بازیکن فوتبال اهل فرانسه است.
وی سابقه عضویت در تیم‌هایی همچون باشگاه فوتبال کن و باشگاه فوتبال خنت را در کارنامه دارد.